# Powiat górnokalwaryjski
Powiat górnokalwaryjski lub górno-kalwaryjski – dawny powiat guberni warszawskiej, istniejący w latach 1866–1879. Siedzibą powiatu była Góra Kalwaria.
W 1879 roku powiat został zniesiony, a jego obszar włączono do powiatu grójeckiego.